# Asan (Zuid-Korea)
Asan is een stad in de Zuid-Koreaanse provincie Chungcheongnam-do. De stad telt 277.000 inwoners en ligt in het westen van het land.

## Partnersteden
- Lansing, Verenigde Staten (2006)
- Tyler, Verenigde Staten (2007)
- Muwanja, Tanzania (2007)
- Miskolc, Hongarije (2011)